# Пеха
„Пеха“ (на словашки: PEHA) е музикална група от гр. Прешов, Словакия.
По стил се доближава с българската група „Мастило“. „Пеха“ се радва на добра популярност в Словакия и Чехия. Най-известният ѝ албум е Den medzi nedelou a pondelkom („Ден между неделя и понеделник“).